# Ventuno richieste

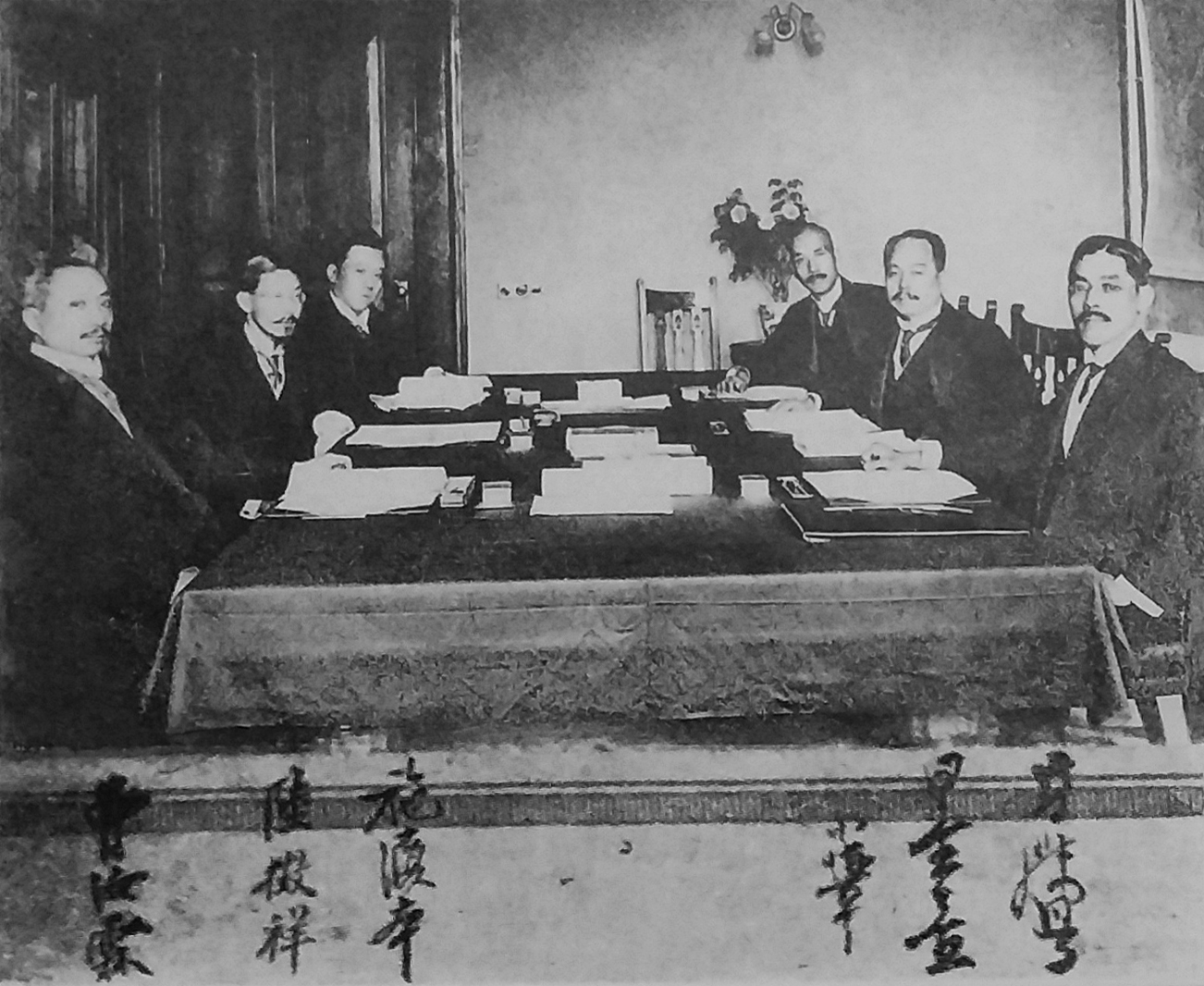
Foto della riunione tra i rappresentanti cinesi e giapponesi durante la firma delle Ventun richieste

L'ultimatum delle Ventuno richieste o Ventun domande (in giapponese: 対華二十一ヵ条要求?, Taika nijūikkajō yōkyū; in cinese: 二十一条S, Èrshíyī tiáoP) fu un diktat presentato in termini ultimativi dal Giappone alla Cina il 18 gennaio 1915, che - se accettate - avrebbero reso la Cina in uno stato di completo vassallaggio, politico, economico, diplomatico, nei confronti dell'impero nipponico. Il Giappone, approfittando dello svolgersi della prima guerra mondiale, che teneva occupate le potenze e le diplomazie europee fuori dal teatro asiatico, partendo da una posizione di forza in base all'alleanza con la Triplice intesa, aveva eliminato la Germania dai suoi possedimenti asiatici e confidava nel poter completare l'opera di rendere la Cina uno stato vassallo in corso dal 1894. L'operazione fallì per il netto rifiuto da parte degli Stati Uniti di permettere al Giappone di sostituirsi economicamente e finanziariamente a loro nello sfruttamento delle risorse cinesi. Il Giappone si vide costretto a ritirare l'accordo già sottoscritto dai plenipotenziari cinesi.

## Contesto storico
Al termine della vittoriosa guerra contro la Russia zarista (la guerra russo-giapponese del 1904-1905), il Giappone aveva annesso l'intera penisola di Corea (1910), la metà meridionale dell'isola di Sachalin (in base al trattato di Portsmouth nel New Hampshire, il 5 settembre 1905 che riportava la pace tra i due contendenti) e aveva reso la regione cinese della Manciuria un territorio di proprio esclusivo interesse economico e strategico. Allo scoppio della "Grande Guerra", l'alleanza da sempre in vigore con la Gran Bretagna fu estesa anche con la Francia, la Russia e l'Italia, in funzione antitedesca, al fine d'impossessarsi delle colonie insulari che la Germania deteneva in Oceania e nell'Oceano Pacifico.
Terminata vittoriosamente la breve guerra per la conquista delle colonie tedesche, l'impero nipponico meditò di estendere all'intera Cina lo status di "stato satellite" che aveva precedentemente instaurato in Manciuria, e - tramite il proprio Primo Ministro Ōkuma Shigenobu e il Ministro degli Esteri Katō Takaaki, presentò in tono ultimativo alla neonata repubblica cinese - nelle persone del Generale in capo dell'esercito Yuan Shikai e del Presidente della Repubblica Sun Yat-Sen una serie di richieste assai dure circa speciali privilegi in materia di politica interna ed estera, economico - finanziaria, militare dettate da una spiccata visione imperialistica atta a trasformare l'intera Cina in uno "stato fantoccio".
L'iniziale serie di richieste, datata 18 gennaio 1915, risultò a tal punto offensiva e mortificante per il governo cinese che venne respinta in blocco. Il Giappone, allora la riformulò portando gli articoli del testo da ventuno a tredici e rendendoli alquanto meno duri (ultimatum de "I tredici punti"). Retrospettivamente, il Giappone non guadagnava molto di più di quanto già non avesse ottenuto, ovvero lo status di "stato egemone" del Sud-est asiatico, ma, con questa mossa politicamente avventata provocò la dura presa di posizione statunitense di difesa a oltranza della politica fino al momento in vigore de "la porta aperta".

## Il testo dell'ultimatum

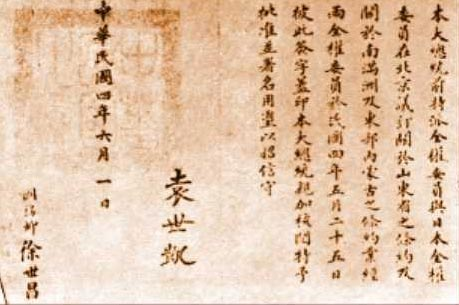
Il testo con il quale Yuan Shikai accettava le Ventun domande

Le "Ventun richieste" erano raggruppate in cinque categorie omogenee, con l'eccezione della quinta serie, per materia e contenuto:
- Il Primo Gruppo di richieste verteva sulla conferma definitiva delle recenti acquisizioni nipponiche nella Provincia dello Shandong. Si esigeva l'espansione della sfera d'influenza giapponese su tutte le ferrovie, i porti, le coste, i corsi d'acqua e le maggiori città di detta provincia.
- Il Secondo Gruppo era pertinente alla situazione delle ferrovie mancesi. Si richiedeva espressamente l'estensione delle concessioni anche alle ferrovie della zona meridionale della provincia con estensione del mandato a tutto il ventunesimo secolo (quindi, 185 anni). Era pure richiesta l'espansione della sfera d'influenza nipponica a tutta la provincia della Mongolia Interna, il che avrebbe nuovamente posto il Giappone in attrito con la Russia. Era richiesto l'esplicito diritto della concessione dell'extraterritorialità e dello stanziamento di cittadini nipponici nelle due province, l'apertura di appositi uffici amministrativo - finanziari idonei a garantire l'amministrazione governativa nipponica su dette province e l'esclusività degl'investimenti giapponesi in quelle aree. Si noti che, nel 1931, il Giappone invaderà queste regioni cogliendo l'occasione di un pretestuoso incidente organizzato ad arte dai propri servizi segreti (la Kempei) al fine di conquistare regione dopo regione l'intera Cina. L'espansione giapponese nella Cina settentrionale troverà una definitiva battuta d'arresto da parte dell'Armata Rossa sovietica nella battaglia di Khalkhin Gol (1939).
- Il Terzo gruppo garantiva al Giappone il controllo delle miniere estrattive di Hanyeping, peraltro, già gravate di debiti proprio nei confronti di società finanziarie nipponiche.
- Il Quarto Gruppo obbligava la Cina a rifiutare ogni ulteriore concessione territoriale costiera o insulare a stati stranieri, con l'eccezione - ovviamente - del Giappone.
- Il Quinto Gruppo era il più duro e umiliante per la sovranità nazionale cinese. Esso era, in realtà, una miscellanea di richieste perentorie e lapidarie che riguardava la concessione della supervisione nipponica sul parlamento cinese e sulle leggi da esso emanate, nonché la sottomissione della polizia cinese all'amministrazione nipponica, al libero accesso ai monaci giapponesi nell'attività missionaria in Cina, alla riorganizzazione dell'esercito cinese sotto il controllo nipponico. Il tutto si configurava come una pesante intromissione straniera limitante la sovranità nazionale cinese.

Intuendo la reazione negativa europea al testo dell'ultimo gruppo di richieste, il Giappone tentò in ogni modo e con ogni mezzo di tenerlo segreto, ma il governo cinese prese tempo tanto quanto era necessario per trasmetterlo alle cancellerie occidentali, con la speranza di suscitare le loro reazioni contro i nipponici a salvaguardia dei loro interessi economico - finanziari. Il 26 aprile 1915 la Cina - forte dell'appoggio diplomatico europeo e statunitense - rigettò in blocco l'ultimatum giapponese. A questo punto, al Giappone non restò altro da fare che buon viso a cattivo gioco ed epurò dal testo l'ultimo gruppo di richieste. Il nuovo testo conteneva soltanto quattro gruppi per un totale di tredici richieste, che vennero trasmesse in termini ultimativi al governo cinese il 7 maggio 1915 con scadenza di soli due giorni. L'alternativa proposta era la guerra tra i due paesi. Il generalissimo Yuan Shikai, in perenne lotta con altri generali per il controllo del paese non s'arrischiò di sostenere un conflitto col Giappone e l'accordo venne bilateralmente siglato il 25 maggio 1915. Il suo tentativo di calmare l'appetito predatorio giapponese venne imitato pure dai suoi successori, ma provocò l'ira del Partito Comunista Cinese. Il ministro degli esteri giapponese, Katō Takaaki, pubblicamente dichiarò che il tono ultimativo delle richieste erano state un espediente richiesto nientemeno che dal generalissimo cinese per poter "salvare la faccia" di fronte all'opinione pubblica del proprio paese e ciò concordava con la versione del ministro statunitense Paul Reinsch trasmessa al Dipartimento di Stato circa la mitigatezza delle richieste e dell'ultimatum stesso, persino agli occhi dei cinesi medesimi.

## Conseguenze
Se il governo cinese era stato pesantemente screditato agli occhi della propria opinione pubblica dalle dichiarazioni rese alla stampa internazionale dal ministro degli esteri nipponico, ai Giapponesi non andò certamente meglio: l'epurazione del quinto gruppo di richieste limitava notevolmente il loro potere negli affari interni cinesi e garantiva loro qualche piccolo beneficio rispetto a quanto già non avessero in loro possesso. Ma questi minimi vantaggi certo non bilanciavano la reazione apertamente negativa da parte degli Stati Uniti, le cui reazioni fortemente avverse al tentativo giapponese di eliminare la "Politica della Porta Aperta" in Cina. Il Segretario di Stato statunitense William Jennings Bryan, già nella cosiddetta "Nota Bryan" del 3 marzo 1915 ammoniva che gli "interessi speciali nipponici" in Manciuria, Mongolia Interna e Shandong minavano la sovranità cinese ed erano il preludio per la disgregazione dello stato cinese medesimo a tutto vantaggio dell'aggressivo vicino.
A ciò s'associò una presa di posizione ufficiale britannica, in cui il British Foreign Office criticava apertamente l'operato giapponese e pretendeva una trattativa diplomatica "alla luce del sole" e che non conducesse affatto all'instaurazione d'un protettorato giapponese sulla Cina. Il Giappone si vide così costretto a cercare un accordo diplomatico con gli Stati Uniti, che sfociò nell'Accordo Lansing-Ishii dal cognome dei due negoziatori, siglato nel 1917 e ratificato nell'accordo di pace del 1919 (Trattato di Versailles). Il Giappone manteneva il controllo della regione cinese di Shandong sotto la supervisione europea. L'accordo fu respinto dalla Cina che non siglò il Trattato di Versailles e dagli Stati Uniti che istituirono un boicottaggio economico contro il Giappone su larga scala (i Giapponesi erano dipendenti dal petrolio, dall'acciaio e dalla gomma americani), fino alla ratifica del Trattato di Washington del 1922.